# Mountain Meadows-massakren
Mountain Meadows-massakren var en massenedslagtning af et vogntog med nybyggere, der fandt sted ved Mountain Meadows i Utah-territoriet i USA. Angrebet blev foretaget af en lokal mormonsk milits i dagene den 7. til den 11. september 1857. Mormonerne har taget enkelte paiute-krigere med i angrebet med det formål at skjule angribernes identitet, således, at nybeyggerne skulle tro, at det var tale om et angreb fra indianere i området. 
Hændelsen begyndte som et angreb, men udviklede sig til en belejring, og endte med at de ubevæbnede nybyggere blev myrdet, efter de havde overgivet sig. De eneste overlevende var 17 børn, alle under otte år gamle. Det anslås, at henved 120 mænd, kvinder og børn blev dræbt, om end det præcise antal er usikkert.